# Girls & Peace: 2nd Japan Tour
Girls' Generation -Girls & Peace- Japan 2nd Tour fue la segunda gira de conciertos en japonés del grupo de chicas coreano Girls' Generation, para promocionar su segundo álbum japonés, Girls & Peace.

## Antecedentes
El 31 de agosto de 2012 se anunció que Girls' Generation se embarcaría en su segunda gira nacional por Japón a partir de febrero de 2013, con un total inicial de 20 paradas en apoyo de su segundo álbum de estudio japonés, Girls & Peace.  El mismo día, se reveló que los fans podrían empezar a solicitar entradas el 5 de septiembre de 2012. La gira abarcó Nagoya, Osaka, Fukuoka, Saitama, Niigata, Hiroshima & Kobe. 
Según un anuncio realizado por su agencia, SM Entertainment, Girls' Generation concluyó con éxito su segunda gira de estadios en Japón, donde el grupo comenzó la gira el 9 de febrero. Girls' Generation II -Girls&Peace- Japan 2nd Tour se presentó 20 veces en 7 ciudades diferentes, incluyendo Kobe, Saitama, y Niigata y reunió alrededor de 200,000 fans, siendo la gira más grande entre los grupos de chicas coreanas.  Terminaron las últimas actuaciones el 20 y 21 de abril en el Central Arena de Osaka, interpretando 27 canciones, entre ellas "Genie", "Gee", "Girls&Peace", "Flower Power", "I Got a Boy", y "Dancing Queen". 

## Emisiones y grabaciones en directo
La emisora japonesa Wowow filmó los shows del grupo del 4 y 5 de abril de 2013 en el Saitama Super Arena. El espectáculo se emitió en el canal musical de Wowow el 16 de junio. Un especial de televisión titulado "Girls' Generation Arena Tour Special~Before Broadcast~", se emitió antes del concierto el 1 de junio de 2013.

## Lista de canciones
Main set
1. "Flower Power"
2. "Animal"
3. "Boomerang"
4. "The Boys" (Japanese version)
5. "I Got a Boy"
6. "Say Yes"
7. "Dancing Queen"
8. "Mr. Taxi" (remix) (Japanese version)
9. "T.O.P."
10. "Bad Girl"
11. "Paparazzi"
12. "Run Devil Run" (Japanese version)
13. "Reflection"
14. "Time Machine"
15. "All My Love Is for You"
16. "I'm A Diamond"
17. "Express 999"
18. "Genie" (Japanese version)
19. "The Great Escape" (Brian Lee remix) / "Can't Take My Eyes Off You"
20. "My J"
21. "Kissing You" / "Way to Go"
22. "Gee" (Japanese version)
23. "Not Alone"

Encore
1. "Beep Beep"
2. "Oh!" (Japanese version)
3. "Stay Girls"
4. "Girls & Peace"

Double Encore
1. "Gee" (Japanese version)1

El doble bis solo se interpretó en Osaka, el 21 de abril de 2013, último concierto de la gira.

## Fechas
| Fecha                 | Ciudad    | País  | Lugar                             | Asistencia |
| --------------------- | --------- | ----- | --------------------------------- | ---------- |
| 9 de febrero de 2013  | Kobe      | Japón | Kobe World Kinen Hall             | 14,000     |
| 10 de febrero de 2013 | Kobe      | Japón | Kobe World Kinen Hall             | 14,000     |
| 16 de febrero de 2013 | Saitama   | Japón | Saitama Super Arena               | 36,000     |
| 17 de febrero de 2013 | Saitama   | Japón | Saitama Super Arena               | 36,000     |
| 23 de febrero de 2013 | Niigata   | Japón | Toki Messe                        | 16,000     |
| 24 de febrero de 2013 | Niigata   | Japón | Toki Messe                        | 16,000     |
| 27 de febrero de 2013 | Fukuoka   | Japón | Marine Messe Fukuoka              | 20,000     |
| 28 de febrero de 2013 | Fukuoka   | Japón | Marine Messe Fukuoka              | 20,000     |
| 9 de marzo de 2013    | Hiroshima | Japón | Hiroshima Green Arena             | 16,000     |
| 10 de marzo de 2013   | Hiroshima | Japón | Hiroshima Green Arena             | 16,000     |
| 19 de marzo de 2013   | Saitama   | Japón | Saitama Super Arena               | 36,000     |
| 20 de marzo de 2013   | Saitama   | Japón | Saitama Super Arena               | 36,000     |
| 26 de marzo de 2013   | Osaka     | Japón | Osaka-jō Hall                     | 20,000     |
| 27 de marzo de 2013   | Osaka     | Japón | Osaka-jō Hall                     | 20,000     |
| 4 de abril de 2013    | Saitama   | Japón | Saitama Super Arena               | 36,000     |
| 5 de abril de 2013    | Saitama   | Japón | Saitama Super Arena               | 36,000     |
| 9 de abril de 2013    | Nagoya    | Japón | Nippon Gaishi Hall                | 16,000     |
| 10 de abril de 2013   | Nagoya    | Japón | Nippon Gaishi Hall                | 16,000     |
| 20 de abril de 2013   | Osaka     | Japón | Osaka Municipal Central Gymnasium | 16,000     |
| 21 de abril de 2013   | Osaka     | Japón | Osaka Municipal Central Gymnasium | 16,000     |

## DVD
Girls & Peace: 2nd Japan Tour es el octavo lanzamiento en DVD y Blu-ray del grupo de chicas surcoreano Girls' Generation. Salió a la venta el 18 de septiembre de 2013 en Japón. El DVD y Blu-ray presenta su segunda gira por todo el país, visitando ocho lugares para un total de 20 espectáculos. Habrá cuatro versiones diferentes: una en DVD y otra en Blu-ray, ambas con una edición normal y otra limitada. Las ediciones limitadas vendrán con contenido de metraje especial, un panfleto fotolibro de 44 páginas, camiseta especial, versiones de baile de varios vídeos musicales y un documental de la gira.

### Lista de Canciones
1. Flower Power
2. Animal
3. Boomerang
4. The Boys
5. I Got a Boy
6. Say Yes
7. Dancing Queen
8. Mr.Taxi
9. T.O.P
10. Bad Girl
11. Paparazzi
12. Run Devil Run
13. Reflection
14. Time Machine
15. All My Love Is for You
16. I'm a Diamond
17. Express 999
18. Genie
19. The Great Escape + Can't Take My Eyes off You
20. My J
21. Kissing You + Way to Go
22. Gee
23. Not Alone
24. Beep Beep
25. Oh!
26. Stay Girls
27. Girls & Peace

Limited Edition DVD
1. Boomerang Dance ver.
2. Reflection Dance ver.
3. I'm a Diamond Dance ver.
4. Tour Document Movie

### Rendimiento en las listas
Según las listas de pedidos anticipados de Tower Record, la edición limitada en Blu-ray ocupó el segundo lugar y la edición limitada en DVD, el tercero.  Girls' Generation's Girls & Peace: 2nd Japan Tour que salió a la venta el 18 de septiembre ocupó el nº1 en el Oricon Daily DVD  y también ocupó el tercer puesto en el Oricon Daily Blu-ray Chart. El DVD consiguió situarse en el 2º puesto de la Oricon Daily DVD Music Chart. Una semana después del lanzamiento, el DVD vendió 32.000 copias, mientras que el Blu-ray vendió 21.000 copias. El DVD debutó en el puesto número 1 de la Oricon Weekly DVD Chart.

### Charts
| Chart                             | Peak position |
| --------------------------------- | ------------- |
| Japón Japanese DVD Chart (Oricon) | 1             |

### Historial de Lanzamiento
| Country | Date                     | Format            | Label              |
| ------- | ------------------------ | ----------------- | ------------------ |
| Japón   | 18 de septiembre de 2013 | DVD, Blu-ray Disc | Nayutawave Records |